# Мейбрук (Нью-Йорк)
Мейбрук (англ. Maybrook) — селище (англ. village) в США, в окрузі Орандж штату Нью-Йорк. Населення — 3150 осіб (2020).

## Географія
Мейбрук розташований за координатами 41°29′17″ пн. ш. 74°12′45″ зх. д. / 41.48806° пн. ш. 74.21250° зх. д. (41.488026, -74.212468).  За даними Бюро перепису населення США в 2010 році селище мало площу 3,52 км², з яких 3,51 км² — суходіл та 0,01 км² — водойми.

## Демографія
Згідно з переписом 2010 року, у селищі мешкало 2958 осіб у 1093 домогосподарствах у складі 753 родин. Густота населення становила 840 осіб/км².  Було 1162 помешкання (330/км²).
Расовий склад населення:
| - 76,6 % — білих - 11,4 % — чорних або афроамериканців - 1,9 % — азіатів - 0,5 % — корінних американців - 5,7 % — осіб інших рас |

До двох чи більше рас належало 3,9 %. Частка іспаномовних становила 20,2 % від усіх жителів.
За віковим діапазоном населення розподілялося таким чином: 25,5 % — особи молодші 18 років, 64,4 % — особи у віці 18—64 років, 10,1 % — особи у віці 65 років та старші. Медіана віку мешканця становила 37,0 року. На 100 осіб жіночої статі у селищі припадало 86,0 чоловіків;  на 100 жінок у віці від 18 років та старших — 85,5 чоловіків також старших 18 років.
Середній дохід на одне домашнє господарство  становив 74 767 доларів США (медіана — 58 621), а середній дохід на одну сім'ю — 93 338 доларів (медіана — 85 556). Медіана доходів становила 46 552 долари для чоловіків та 39 250 доларів для жінок. За межею бідності перебувало 10,9 % осіб, у тому числі 10,0 % дітей у віці до 18 років та 11,6 % осіб у віці 65 років та старших.
Цивільне працевлаштоване населення становило 1767 осіб. Основні галузі зайнятості: освіта, охорона здоров'я та соціальна допомога — 22,3 %, роздрібна торгівля — 13,8 %, транспорт — 11,7 %.